# Tatiana Georgiou
Tatiana Georgiou (griechisch Τατιάνα Γεωργίου; * 4. Januar 1996 in Igoumenitsa) ist eine griechische Fußballspielerin und steht derzeit beim griechischen Erstligisten AEK Athen unter Vertrag. Seit 2016 ist die Mittelfeldspielerin zudem A-Nationalspielerin.

## Karriere

### Vereine
Georgiou begann als Neunjährige in ihrer Heimat in einer Jungenmannschaft. Im Alter von 12 Jahren schloss sie sich zusätzlich der Mädchenmannschaft Amazones Thesprotias an, um öfter trainieren zu können. Für diese Mannschaft absolvierte auch erste Spiele im Seniorenbereich, bevor sie 2014 zu PAOK Thessaloniki wechselte. Hier konnte sie sich schnell zu einem wichtigen Teil der Mannschaft entwickeln und trug mit insgesamt 25 Treffern in 95 Spielen wesentlich dazu bei, dass in den Jahren 2015 bis 2019 fünfmal in Folge die griechische Meisterschaft und auch der griechische Fußballpokal gewonnen werden konnte. Mit Thessaloniki trat sie unter anderem in der Saison 2016/17 auch in der Champions League an. Im Sommer 2019 wagte Georgiou den Sprung in die stärkere italienische Serie B und schloss sich dem SSC Neapel an. Zwar konnte sie mit ihrem Verein am Saisonende den Aufstieg in die Serie A feiern, war aber nicht über die Rolle der Ergänzungsspielerin hinausgekommen und verblieb so nach dem Aufstieg in der Serie B, wo sie sich dem FC Cesena anschloss. Nach zwei Toren in 55 Spielen wechselte Georgiou im Sommer 2022 zum slowenischen NK Olimpija Ljubljana, kehrte aber bereits nach einer Saison nach Italien zurück und unterzeichnete beim FC Ravenna.
Im Sommer 2024 kehrte sie nach Griechenland zurück, wo sie sich der AEK Athen anschloss und zunächst einen Einjahresvertrag unterzeichnete. Im Sommer 2025 verlängerte sie ihren Vertrag um weitere zwei Jahre.

### Nationalmannschaft
Georgiou kam in Länderspielen für die U17- und U19-Nationalmannschaft zum Einsatz. Am 26. Januar 2016 debütierte sie für die A-Nationalmannschaft in Trikala im vierten Spiel der EM-Qualifikationsgruppe 3 beim 3:2-Sieg gegen die Nationalmannschaft Albaniens, als sie zur Halbzeit für Eirini Vlasiadou eingewechselt wurde. In der Folge entwickelte sie sich zunehmend zu einer festen Größe der Nationalmannschaft, wenngleich ihr bislang weder ein Länderspieltor noch die Qualifikation für ein größeres Turnier gelang.